# 업무집행조합원
업무집행조합원이란 투자조합을 구성하는 출자자 중 조합의 채무에 대하여 무한책임을 지는 조합원으로 조합규약이나 조합결의에 의하여 자기의 이름으로 조합재산을 관리하고 대외적 업무를 집행할 권한을 수여받았다 업무집행조합원은 조합재산에 관한 소송에 관하여 조합원으로부터 임의적 소송신탁을 받아 자기의 이름으로 소송을 수행할 수 있다.

## 같이 보기
- 업무집행관여자

## 판례
1. ↑  83다카1815